# Gare d'El Malah
La gare d'El Malah est une gare ferroviaire algérienne située sur le territoire de la commune d'El Malah, dans la wilaya de Aïn Témouchent.

## Situation ferroviaire
La gare se situe sur la ligne d'Es Senia à Béni Saf où elle précédée de la gare de Hassi El Ghella est suivie de celle de Chaabat El Leham.

## Histoire
Lors de la colonisation, la gare portait le nom de gare de Rio-Salado.

## Service des voyageurs

### Dessertes
La gare d'El Malah est desservie par les trains régionaux de la liaison Oran - Béni Saf.